# Sötflockelsläktet
Sötflockelsläktet (Stevia) är ett växtsläkte som förekommer i subtropiska och tropiska klimatområden som sträcker sig från västra Nordamerika till Sydamerika. Växterna innehåller glykosider som är 50-450 gånger sötare än socker och används som sötningsmedel. Den art som vanligen används på detta sätt är sötflockel (Stevia rebaudiana). 
Den spanske botanikern och forskaren Pedro Jamie Esteve (1500–1556), som var den förste europé att upptäcka sötflockel, har fått ge växtsläktet dess namn (via nylatinsk översättning av hans namn, Petrus Jacobus Stevus).

## Sötningsmedel
Det finns elva steviolglykosider (däribland steviosid och rebaudiosid A), som ger sötflockel dess söta smak. De isolerades 1931 av två franska kemister, M. Bridel och R. Lavielle. Dessa söta glykosider gör det möjligt att använda extrakt från sötflockel som sötningsmedel. 
Steviolglykosider har använts i Japan sedan 1970, och år 2010 cirka var 40 procent av allt sötningsmedel som såldes där steviolglykosider.
Steviolglykosider är nu godkända för användning i livsmedel i större delen av Asien, i Nya Zeeland, Australien, Sydamerika, USA och EU. Steviolglykosider har varit godkänt för användning som en livsmedelstillsats sedan 2008 i Schweiz och Frankrike.
USA:s livsmedels- och läkemedelsmyndighet Food and Drug Administration (FDA) utfärdade i december 2008 ett så kallat GRAS (Generally Recognized as Safe), det vill säga klartecken för användning av högkvalitativt sötflockelextrakt i livsmedel.
Den 14 april 2010 rekommenderade Europeiska myndigheten för livsmedelssäkerhet (EFSA) Europeiska unionen att godkänna steviolglykosid som sötningsmedel för livsmedel och dryck. EFSA godkände slutligen sötflockelextrakt för användning i livsmedel den 11 november 2011 och då i form av minst 95 procent steviolglykosider, och detta trädde i kraft den 2 december 2011.
EFSA rekommenderar ett gränsvärde för steviolglykosidintag på 4 milligram per kilogram kroppsvikt och dag, men bedömer att vid fullskalig användning som sötningsmedel kommer det gränsvärdet att överskridas för många individer. Samtidigt underströks från International Stevia Council att när EFSA gjorde sin exponeringsutvärdering antog man att all konsumerad mat och dryck innehöll en maximal dos steviolglykosid. Efter detta har högstadoserna reviderats.

### Säkerhet
Enligt en rapport från EFSA påverkar inte intag av steviolglykosider blodsockret hos vare sig individer med diabetes typ 1, diabetes typ 2 eller med normal glukostolerans. Vidare finner EFSA inga tecken på toxicitet eller carcinogenicitet i djurförsök. Dock finns enligt samma rapport anledning till viss oro för anafylaktiska reaktioner.
Liksom med sötningsmedlet aspartam bryts steviolglykosider ned vid höga temperaturer, till exempel vid bakning. EFSA säger dock att steviolglykosider ”kan brytas ner vid höga temperaturer”, men enligt bland andra USA:s livsmedels- och läkemedelsmyndighet är steviolglykosider stabila vid höga temperaturer.

### Framställning
Stevia har marknadsförts som naturligt sötningsmedel därför att den utvinns från växtriket, men sötningsmedlet kan även innehålla syntetiska tillsatser och framställas genom kemisk raffinering. Den får inte marknadsföras som "från naturliga källor" enligt en dom i Förvaltningsrätten i Stockholm.

### Tillgänglighet
Används ofta som sötningsmedel
- Japan (1970)

Tillgängligt som livsmedelstillsats (sötningsmedel)
- Australien och Nya Zeeland (oktober 2008): Alla steviolglykosidextrakt.
- Brasilien (1986): Steviosidextrakt
- Frankrike: Tillåtet med 97 procent eller högre renhet av rebaudiosid A i ett tvåårigt test med start i september 2009.
- Hongkong: Steviolglykosider (januari 2010)
- Mexiko (2009): Extrakt med blandade steviolglykosider, inte separata extrakter.
- Paraguay: Använts i århundraden som medicinsk ört och sötningsmedel för varmt örtte (yerba). Numera tillgängligt som alternativ till socker.
- Ryssland (2008): steviosid tillåtet i minimal dos för att inte bli beroendeframkallande.

Används som kosttillskott
- Kanada

Används som både livsmedelstillsats och kosttillskott
- Schweiz
  - Extrakt (steviolglykosider) med mer än 95 procents renhet tillgängligt som livsmedelstillsats (2008).
  - Hög renhet av rebaudiosid A tillgängligt som livsmedelstillsats (2009).
- USA
  - Blad och extrakter från sötflockel tillgängligt som kosttillskott (1995).
  - Rebaudiosid A är tillgängligt (december 2008) som livsmedelstillsats (sötningsmedel). Det är tillgängligt under många handelsnamn såsom: Only Sweet, PureVia, Reb-A, Rebiana, SweetLeaf och Truvia.
- EU: Extrakt (steviolglykosider) med mer än 95 procent renhet tillgängligt som livsmedel (2011-12-02).[13]
  - Har fått E-nummer E960. De två första svenska/nordiska handelsnamnen som fanns tillgängliga var SteviaVital och Stevia.